# Лю Минху
Лю Минху (кит. 刘明瑚; род. 28 июля 1998, Бэйхай, Гуанси-Чжуанский автономный район) — китайский борец вольного стиля, призёр чемпионата Азии, участник Олимпийских игр.

## Карьера
В ноябре 2018 года в Бухаресте стал бронзовым призёром чемпионата мира среди молодёжи до 23 лет. В апреле 2019 года в китайском Сиане на чемпионате Азии, уступив в финале иранцу Эхсанпуру Бехнаму стал серебряным призёром. В апреле 2021 года на азиатском квалификационном турнире в Алма-Ате завоевал лицензию на Олимпиаду в Токио. В августе 2021 года на Олимпиаде в схватке на стадии 1/8 финала уступил Гуломжону Абдуллаеву из Узбекистана (2:10) и занял итоговое 10 место.

## Достижения
- Чемпионат мира по борьбе среди молодёжи U23 2018 — ;
- Чемпионат Азии по борьбе 2019 — ;
- Олимпийские игры 2020 — 12